# 鞍月村
鞍月村（くらつきむら）は、石川県石川郡に存在した村。

## 地理
- 現在の金沢市北西部に位置しており、犀川と浅野川に挟まれた平野部の地域である。鎌倉時代以降に存在した倉月荘（荘園）の中心になる。
- 1935年（昭和10年）に潟津村・粟崎村・米丸村・富樫村・大野町とともに金沢市に編入合併してからは金沢市の地域となる。
- 古くから鞍月村は湿地帯であり、村内には鞍月用水や大野庄用水が貫流して水田耕作が盛んであった。2003年（平成15年）に石川県庁舎が旧鞍月村地域に移転する前年の2002年10月26日に金沢市の町名として鞍月が採用された。

## 歴史
- 鞍月村の由来は諸説あるとされ、鞍月用水が貫流していることとする説、鞍月荘（倉月荘が次第に変化）から命名したとする説などがある。
- 1889年（明治22年）に南新保（みなみしんぼ）・直江（なおえ）・大友（おおとも）・近岡（ちかおか）・戸水（とみず）・大友御供田（おおともごくでん）の6村が合併して鞍月村が発足した。その後、1935年（昭和10年）に金沢市に編入合併してからは南新保・直江・大友・近岡・戸水の各大字は金沢市の町名としてそのまま継承され、大字大友御供田は御供田町に改称された。
- 1970年（昭和45年）に金沢港が開港してから、旧鞍月村地域であった近岡・直江・戸水各町の一部は湊（みなと）に町名を変更している。
- 世帯数は407戸、人口は2,275人（ともに1920年当時）。

## 沿革
- 1889年（明治22年）4月1日 - 町村制の施行により、南新保村、直江村、大友村、近岡村、戸水村及び大友御供田村の区域をもって、鞍月村が発足する。
- 1935年（昭和10年）12月16日 - 潟津村、鞍月村、粟崎村、米丸村、富樫村及び大野町が金沢市に編入する。